# John Greig
John Greig (Edimburgo, 11 settembre 1942) è un allenatore di calcio ed ex calciatore britannico, di ruolo difensore.

## Carriera
Ha trascorso l'intera carriera nei Rangers, con i quali ha collezionato 755 presenze (record del club) e segnato 120 gol.
Dopo il suo ritiro è rimasto ancora fedele al club di Glasgow, diventandone allenatore dal 1978 al 1983 guidandolo in 228 occasioni.

## Statistiche da allenatore

### Club
In grassetto le competizioni vinte.
| Stagione               | Squadra                | Campionato             | Campionato | Campionato | Campionato | Campionato | Coppe nazionali | Coppe nazionali | Coppe nazionali | Coppe nazionali | Coppe nazionali | Coppe continentali | Coppe continentali | Coppe continentali | Coppe continentali | Coppe continentali | Altre coppe | Altre coppe | Altre coppe | Altre coppe | Altre coppe | Totale | Totale | Totale | Totale | Vittorie % | Piazzamento |
| Stagione               | Squadra                | Comp                   | G          | V          | N          | P          | Comp            | G               | V               | N               | P               | Comp               | G                  | V                  | N                  | P                  | Comp        | G           | V           | N           | P           | G      | V      | N      | P      | %          | Piazzamento |
| ---------------------- | ---------------------- | ---------------------- | ---------- | ---------- | ---------- | ---------- | --------------- | --------------- | --------------- | --------------- | --------------- | ------------------ | ------------------ | ------------------ | ------------------ | ------------------ | ----------- | ----------- | ----------- | ----------- | ----------- | ------ | ------ | ------ | ------ | ---------- | ----------- |
| 1978-1979              | Rangers                | SPD                    | 36         | 18         | 9          | 9          | SC              | 9               | 5               | 4               | 0               | CC                 | 6                  | 2                  | 2                  | 2                  | SLC         | 10          | 9           | 1           | 0           | 61     | 34     | 16     | 11     | 55,74      | 2º          |
| 1979-1980              | Rangers                | SPD                    | 36         | 15         | 7          | 14         | SC              | 6               | 4               | 1               | 1               | CdC                | 6                  | 3                  | 2                  | 1                  | SLC         | 4           | 2           | 0           | 2           | 52     | 24     | 10     | 18     | 46,15      | 5º          |
| 1980-1981              | Rangers                | SPD                    | 36         | 16         | 12         | 8          | SC              | 7               | 5               | 2               | 0               | -                  | -                  | -                  | -                  | -                  | SLC         | 4           | 3           | 0           | 1           | 47     | 24     | 14     | 9      | 51,06      | 3º          |
| 1981-1982              | Rangers                | SPD                    | 36         | 16         | 11         | 9          | SC              | 6               | 4               | 1               | 1               | CdC                | 2                  | 1                  | 0                  | 1                  | SLC         | 11          | 9           | 2           | 0           | 55     | 30     | 14     | 11     | 54,55      | 3º          |
| 1982-1983              | Rangers                | SPD                    | 36         | 13         | 12         | 11         | SC              | 6               | 4               | 1               | 1               | CU                 | 4                  | 2                  | 1                  | 1                  | SLC         | 11          | 8           | 2           | 1           | 57     | 27     | 16     | 14     | 47,37      | 4º          |
| Totale Glasgow Rangers | Totale Glasgow Rangers | Totale Glasgow Rangers | 180        | 78         | 51         | 51         |                 | 34              | 22              | 9               | 3               |                    | 16                 | 8                  | 5                  | 3                  |             | 40          | 31          | 5           | 4           | 270    | 139    | 70     | 61     | 51,48      |             |
| Totale carriera        | Totale carriera        | Totale carriera        | 180        | 78         | 51         | 51         |                 | 34              | 22              | 9               | 3               |                    | 16                 | 8                  | 5                  | 3                  |             | 40          | 31          | 5           | 4           | 270    | 139    | 70     | 61     | 51,48      |             |

## Palmarès

### Giocatore

#### Club

##### Competizioni nazionali
- Campionato scozzese: 5 
Rangers: 1962-1963, 1963-1964, 1974-1975, 1975-1976, 1977-1978
- Coppa di Scozia: 7 
Rangers: 1962, 1963, 1964, 1966, 1973, 1976, 1978
- Coppa di Lega scozzese: 4 
Rangers: 1964, 1965, 1976, 1978

##### Competizioni internazionali
- Coppa delle Coppe: 1

Rangers: 1971-1972

#### Individuale
- Giocatore dell'anno della SFWA: 2

1966, 1976

### Allenatore
- Coppa di Scozia: 2 
Rangers: 1979, 1981
- Coppa di Lega scozzese: 2 
Rangers: 1979, 1982